# Battaglia di Cerami
La battaglia di Cerami fu un evento bellico svoltosi nel giugno del 1063 e vide schierate le forze normanne, sotto il comando di Ruggero d'Altavilla, figlio più giovane di Tancredi d'Altavilla e fratello di Roberto il Guiscardo e un'alleanza musulmana composta da musulmani autoctoni siciliani sotto la classe dirigente kalbita di Palermo, guidata da Ibn al-Hawwas, e dai rinforzi ziridi provenienti dal Nord Africa guidati dai due principi, Ayyub e 'Ali. La battaglia fu una clamorosa vittoria normanna che sbaragliò completamente le forze avversarie, causando divisioni tra l'aristocrazia musulmana e spianando la strada alla conquista di Palermo da parte dei Normanni e successivamente del resto dell'isola.
La battaglia iniziale ebbe luogo nella cittadina di Cerami, circa 8 chilometri a ovest della roccaforte normanna di Troina. Tuttavia, la battaglia principale ebbe luogo nella valle immediatamente a sud. Secondo tutti i resoconti i Normanni, che contavano 136 cavalieri con probabilmente solo una fanteria leggermente superiore, erano fortemente in inferiorità numerica rispetto ai loro avversari musulmani che alcune fonti sostengono fossero 50 000 uomini. La migliore fonte di informazioni sopravvissuta sulla battaglia si trova nel De rebus gestis Rogerii Calabriae et Siciliae comitis et Roberti Guiscardi Ducis fratris eius del monaco benedettino Goffredo di Malaterra.

## Antefatto

### Invasione normanna
Ruggero d'Altavilla era arrivato in Italia qualche tempo dopo la battaglia di Civitate del 1053, che aveva visto suo fratello Roberto il Guiscardo guadagnarsi valore in battaglia. Negli anni successivi, Roberto ereditò le terre e i titoli del fratello Umfredo d'Altavilla nell'Italia meridionale. A seguito della crescente pressione esercitata sul papato dall'imperatore del Sacro Romano Impero Enrico IV, durante la lotta per le investiture, papa Niccolò II era alla ricerca di alleati. Nonostante la vittoria normanna contro il suo predecessore Papa Leone IX, e la successiva incarcerazione di quest'ultimo nel 1053 a Civitate, Niccolò concluse il concordato di Melfi nel 1059 riconoscendo formalmente i possedimenti normanni nell'Italia meridionale e concedendo a Roberto il titolo di Duca di Puglia, Calabria e Sicilia. Quest'ultima era stata conquistata dagli Aghlabidi, poi dai Fatimidi ed infine governata dai Kalbiti. Al collasso di questa dinastia, l'isola si divise in vari piccoli emirati, rivali tra loro.

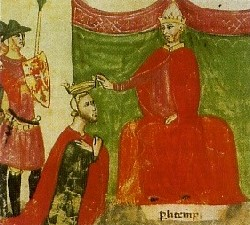
Nomina a duca di Roberto il Guiscardo con il Trattato di Melfi.Con ciò gli Altavilla furono legittimati a recuperare la Sicilia in nome del Cristianesimo

A quel tempo, Ruggero aveva chiesto a Roberto di cedere il controllo della Calabria, in segno di riconoscenza per l'aiuto fornito contro i signori normanni ribelli, tenendola come suo feudo, dando però omaggio a Roberto in quanto suo duca. Nel 1060, l'emiro siciliano di Siracusa, Ibn al-Thumnah, sbarcò a Reggio in Calabria per assicurarsi l'aiuto dei Normanni contro il rivale, Ibn al-Hawwas, emiro di Agrigento. Al-Thumnah promise a Ruggero di riconoscere le loro pretese sull'intera isola in cambio dell'assistenza militare dei Normanni. Ruggero iniziò immediatamente a prepararsi per un'incursione attraverso lo stretto di Messina. Dopo una razzia di ricognizione nel 1060 e un tentativo fallito all'inizio del 1061, Ruggero riuscì a catturare Messina con l'aiuto di un'armata normanna guidata dal fratello Roberto.
La popolazione della regione siciliana della Val Demone, di cui Messina costituisce l'angolo nord-orientale, era in gran parte composta da cristiani di lingua greca, nonostante due secoli di dominio islamico e accolse i Normanni come liberatori. Con Messina fortificata e presidiata, Roberto e Ruggero furono liberi di marciare verso l'entroterra. Conquistando lungo il cammino Rometta, Frazzanò, Centuripe e Paternò, sconfiggendo infine un esercito di Ibn al-Hawwas nella sua fortezza di Enna (o Castrogiovanni), senza però procedere con l'assedio della cittadella, essendo ancora impreparati. Dopo di ciò Roberto abbandonò l'assedio e tornò in Italia con Ruggero, che sposò Giuditta d'Evreux. Ruggero tuttavia non vi rimase a lungo e, ritornato con un piccolo esercito, conquistò Troina, dove trascorse il Natale del 1061. L'anno seguente, mentre suo fratello era impegnato nel sopprimere delle ribellioni filo- bizantine in Apulia, Ruggero consolidò i possedimenti normanni nella Val Demone ma, verso la fine del 1062, gli abitanti grechi si ribellarono al dominio normanno e assediarono la moglie di Ruggero e una manciata di seguaci nella cittadella di Troina. Ruggero tornò dal saccheggio e le sue truppe di soccorso sfondarono le linee d'assedio e riuscirono a occupare la cittadella, i Normanni però si ritrovarono assediati sia dai musulmani che dagli abitanti greci.
Agli inizi del 1063, Ruggero ruppe l'assedio di Troina e ritornò in Calabria per ottenere rinforzi. Nel mentre, Ibn al-Hawwas, conscio della seria minaccia normanna, riuscì a concludere un'alleanza con l'emiro Zirida dell'Ifriqiya, Tamim ibn al-Mu'izz, ottenendo sostanziali rinforzi guidati dai figli dell'emiro, i principi Ayyub e 'Ali. Ibn al-Hawwas marciò verso est al seguito di questa nuova grande armata saracena verso Troina, con l'intendo di espellere Ruggero e la presenza normanna una volta per tutte.

## Schieramento

### Normanni
L'esercito di Ruggero era composto da 136 cavalieri normanni a cavallo, disciplinati e molto esperti nella tattica franca della carica con cavalleria pesante. Le forze normanne comprendevano anche una componente di fanteria, che quasi certamente non superava le 150 unità e sarebbe stata composta da normanni, lombardi e calabresi, cavalieri a piedi e scudieri.
Tra i normanni presenti alla battaglia vi erano Ruggero I di Sicilia, Serlone II d'Altavilla, Roussel de Bailleul e Arisgot du Pucheuil.

### Musulmani
Si sa relativamente poco sulla composizione dell'esercito musulmano a Cerami. Sebbene Goffredo di Malaterra ponga un numero esorbitante di 50 000 uomini, è certo che i musulmani contassero qualche migliaio. La maggior parte delle truppe era di origine berbera ed era sotto il comando dei principi ziridi. Ibn al-Hawwas comandava personalmente un esercito composto da truppe reclutate principalmente da Palermo e Agrigento. Le forze ziridi erano numerose ma, a differenza dei Kalbidi, mancavano di professionalità e disciplina. Ciò avrebbe poi causato significative fratture tra i due alleati, poiché il crescente controllo degli Ziridi a Palermo e le successive sconfitte per mano dei Normanni portarono molti siciliani a risentire la loro ingerenza.

## Svolgimento

### Assedio di Cerami
Dopo aver scoperto la vicinanza dell'esercito musulmano, Ruggero inviò immediatamente il nipote Serlone e 30 cavalieri a proteggere la posizione strategicamente vitale offerta da Cerami. Quando l'avanguardia musulmana si fermò davanti alla città, trovò le porte chiuse e sbarrate mentre i cavalieri di Serlone erano sparsi lungo le mura. Ibn al-Hawwas ordinò all'avanguardia di scalare le mura e conquistare la città, ma tutti i tentativi furono respinti. Qualche tempo dopo, probabilmente circa un'ora (alcune fonti dicono anche 3 giorni), che l'armata musulmana arrivò al completo, la forza principale di Ruggero entrò nella valle da est e si schierò in ordine di battaglia con Cerami alle spalle.
Purtroppo non si sa nulla sulla disposizione delle forze musulmane durante la battaglia. Tuttavia, è probabile che l'avanguardia fosse composta dal contingente di cavalleria musulmana che scese da cavallo per assediare la città. La forza di Ruggero, tuttavia, fu schierata in un corpo compatto di uomini che formavano un'avanguardia e una retroguardia, in modo simile alla tattica normanna utilizzata a Castrogiovanni nel 1061.

### Battaglia
Le truppe musulmane, stanche dei loro infruttuosi sforzi per catturare Cerami, abbandonarono l'assedio della città e si schierarono per affrontarli. Non è chiaro chi attaccò per primo, ma si racconta che un esitante Ruggero guidò una prima carica di cavalleria che non riuscì a sfondare le linee musulmane. Le forze musulmane contrattaccarono allora con forza; tuttavia, la fanteria normanna resistette. Goffredo di Malaterra narra che prima della battaglia, Ruggero insieme al nipote Serlone, fece recitare ai soldati il Vangelo ma vedendo che la battaglia volgeva a favore dei Saraceni, egli invocò l’aiuto di San Michele e San Giorgio. Quest'ultimo apparve così tra le file dei Normanni, vestito con una scintillante armatura bianca in groppa a uno stallone bianco e con la sua bandiera sulla lancia (talvolta è stato raffigurato come Ruggero che portava la bandiera di San Giorgio). Il suo discorso ispirò i cavalieri normanni ad attaccare nuovamente le file musulmane, mentre Serlone guidò una carica da Cerami verso il fianco sinistro delle forze musulmane, aprendosi un varco sanguinoso verso i suoi compatrioti normanni.
Nel giro di poche ore, il coraggio e la determinazione dei guerrieri normanni di fronte a una forza così numerosa riuscirono a frenare l'assalto musulmano. La sorpresa della doppia carica si rivelò troppo forte per le indisciplinate truppe ziridi che fuggirono, accelerando la rotta delle truppe kalbidi rimanenti. In poco tempo l'intero esercito musulmano si ritrovò in una fuga caotica che la cavalleria normanna, ora raggruppata, fu in grado di sfruttare.

### Epilogo
Malaterra racconta come la cavalleria normanna inseguì la massa delle truppe in rotta fino al loro accampamento, che saccheggiò e depredò, uccidendo tutti quelli che incontrarono. Afferma inoltre che la cavalleria normanna voleva fermarsi e far riposare i cavalli nell'accampamento musulmano e godersi il bottino di guerra ma, Ruggero, ordinò che l'inseguimento continuasse sulle montagne circostanti in modo da poter trarre il massimo vantaggio. Sempre Malaterra racconta che le perdite siano state più di 20 000. I principi ziridi, Ayyud e 'Ali, così come l'emiro palermitano Ibn al-Hawwas, fuggirono dalla battaglia, tornando a Palermo con ciò che restava dell'esercito musulmano.
Ruggero, subito dopo, inviò quattro cammelli come dono al proprio signore feudale, papa Alessandro II, che in cambio benedisse la spedizione e offrì alcune indulgenze spirituali, come la remissione dei peccati, per coloro che avevano combattuto nella battaglia. Una volta assicurati i suoi possedimenti, Ruggero ritornò in Calabria per sedare i crescenti sentimenti di ribellione tra i suoi vassalli e progettare la cattura di Palermo con suo fratello, Roberto il Guiscardo.

## Conseguenze
Come la battaglia di Civitate del 1053 aveva cimentato la definitiva presenza dei normanni nell'Italia meridionale, stesso effetto ebbe la vittoria a Cerami in Sicilia. Eppure il loro dominio era ancora ristretto al Val Demone, mentre le regioni della Val di Noto e della Val di Mazara erano ancora saldamente nelle mani dei Kalbidi. Tuttavia, la vittoria normanna aveva infranto le speranze musulmane di una rapida controffensiva che avrebbe potuto espellere i normanni dall'isola e immediatamente i kalbiti palermitani risentirono l'ingerenza degli ziridi negli affari siciliani e li accusarono della sconfitta di Cerami. Questa ostilità aumentò gradualmente fino alla seconda umiliante sconfitta musulmana da parte dei normanni nella battaglia di Misilmeri nel 1068. Successivamente scoppiarono rivolte a Palermo e Ibn al-Hawwas si ribellò contro i principi ziridi ma rimase ucciso nei combattimenti e il principe ziride Ayyub raccolse ciò che restava delle sue truppe e tornò nei suoi domini nordafricani. La Sicilia rimase di fatto senza più un protettore e ciò permise ai normanni di assediare Palermo, con un esercito composto da circa 3 000 uomini, guidato da Roberto il Guiscardo e Ruggero. Dopo un assedio durato cinque mesi, Palermo capitolò il 10 gennaio 1072.
Sebbene la resistenza locale in tutta l'isola durò per altri due decenni, questo momento segnò la svolta nelle fortune dei Normanni. Conquistando Palermo, i Normanni si avviarono a fondare quello che fu uno dei regni più prosperi dell'Europa medievale, mentre più spesso si vide ad una sponsorizzazione papale del ricovero delle terre che un tempo erano state in mano cristiane. Nel 1095, quattro anni dopo la definitiva conclusione della conquista della Sicilia da parte dei Normanni, papa Urbano II lanciò la prima crociata per riconquistare la città santa di Gerusalemme, inaugurando così una nuova fase della storia del Mediterraneo.